# (33128) 1998 BU48
(33128) 1998 BU48 est un objet transneptunien considéré comme centaure, découvert en 1998.

## Description
(33128) 1998 BU48 a été découvert le 22 janvier 1998 à l'observatoire de Kitt Peak, situé dans l'Arizona (États-Unis), par Nichole M. Danzl.

### Caractéristiques orbitales
L'orbite de cet astéroïde est caractérisée par un demi-grand axe de 33,33 ua, un périhélie de 20,63 ua, une excentricité de 0,38 et une inclinaison de 14,25° par rapport à l'écliptique. Du fait de ces caractéristiques, à savoir un demi-grand axe supérieur à 30,1 ua, il évolue en moyenne au-delà de l'orbite de Neptune et est classé comme planète mineure distante de type objet transneptunien,

### Caractéristiques physiques
(33128) 1998 BU48 a une magnitude absolue (H) de 7 un diamètre probable d'environ 200 km.